# Koźle (województwo łódzkie)
Koźle – wieś w Polsce położona w województwie łódzkim, w powiecie zgierskim, w gminie Stryków.
Wieś mieści się na skrzyżowaniu dróg do Strykowa, Głowna, Bratoszewic.

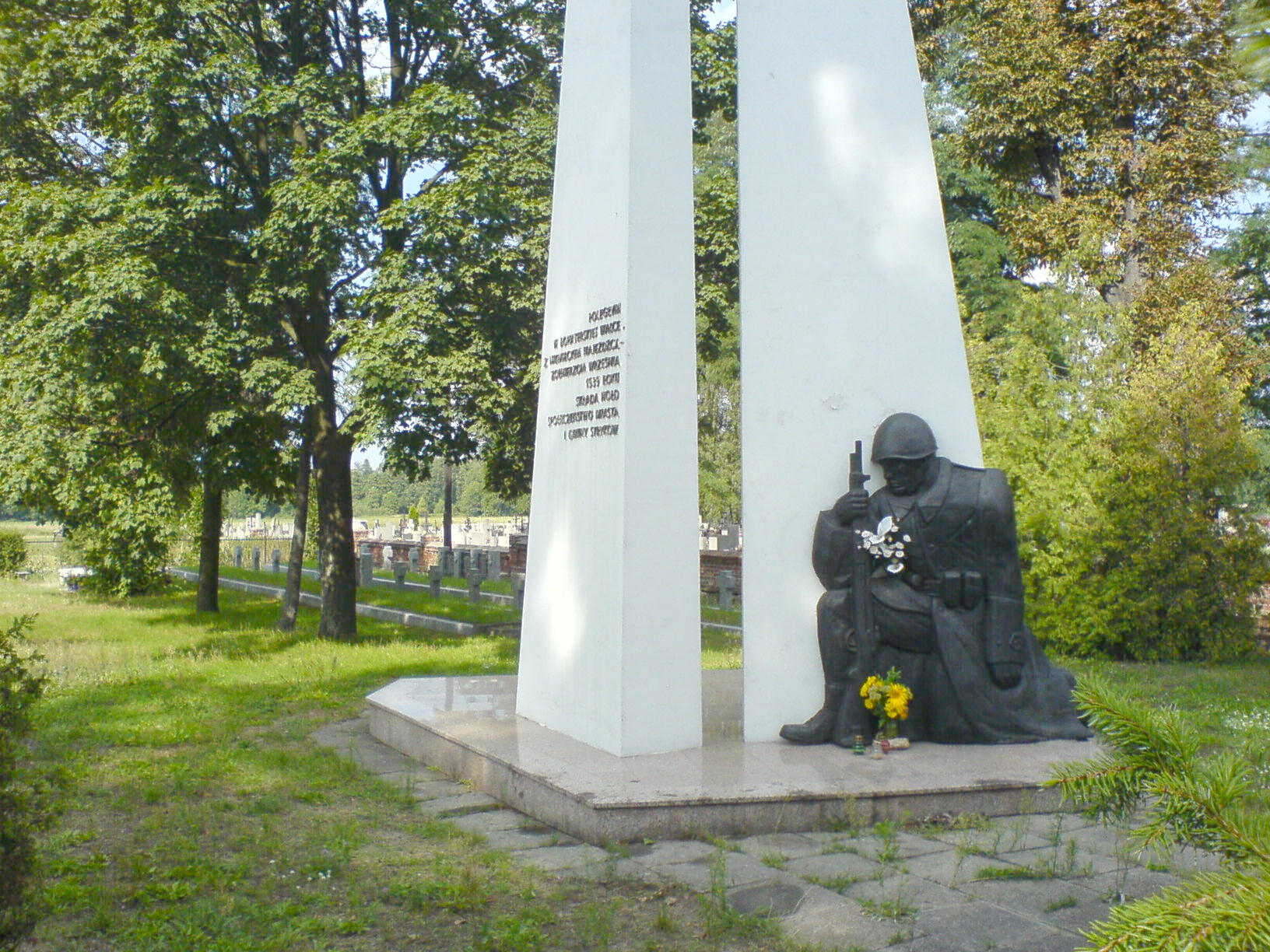
Cmentarz wojenny poległych w czasie II wojny światowej

## Historia i zabytki
We wsi znajduje się drewniany kościół parafialny pw. św. Szczepana, zbudowany w 1752 r. Jest kościół o konstrukcji zrębowej, jednonawowy, z dachem krytym gontem. We wnętrzu znajdują się barokowe ołtarze z I poł. XVIII w. oraz interesujący żyrandol. Obok czworoboczna drewniana dzwonnica o konstrukcji słupowej, nakryta dachem namiotowym z XVIII w., przeniesiona na obecne miejsce w 1908 r.
Na początku XIX w. we wsi mieszkał Bernard von Schuttenbach – mierniczy, kartograf i architekt.
W czasie I wojny światowej i II wojny światowej w pobliżu wsi toczyły się bitwy, czego śladem są mogiły żołnierskie z obu tych okresów. W pobliżu drogi do Woli Błędowej napotkać można na pojedyncze mogiły żołnierzy rosyjskich i niemieckich z 1915 r., natomiast w samej wsi jest cmentarz wojenny żołnierzy polskich poległych tu w czasie bitwy nad Bzurą we wrześniu 1939 r.
12 lub 13 września wkraczający do wsi żołnierze Wehrmachtu dokonali zbrodni na ludności cywilnej. Zamordowali kilkanaście osób (8 ofiar zostało zidentyfikowanych).
W latach 1954–1972 wieś należała i była siedzibą władz gromady Koźle. W latach 1975–1998 miejscowość administracyjnie należała do ówczesnego województwa łódzkiego.